# Tasiman
Tasiman (falecido a 7 de dezembro de 2020) foi um político indonésio.

## Biografia
Ele serviu como Regente da Regência Pati, na província de Java Central, por dois mandatos consecutivos de 2001 a 2011.
Tasiman, que também sofria de diabetes, morreu de complicações relacionadas com COVID-19 durante a pandemia de COVID-19 na Indonésia no RAA Soewondo Pati Hospital na cidade de Pati no dia 7 de dezembro de 2020. Ele foi enterrado em Juwana, Regência Pati.